# Pericoma truncata
Pericoma truncata är en tvåvingeart som beskrevs av Kincaid 1899. Pericoma truncata ingår i släktet Pericoma och familjen fjärilsmyggor. Inga underarter finns listade i Catalogue of Life.